# 鞠川雪映
鞠川雪映（まりかわ ゆきえ、Yukie Marikawa）は、日本の作曲家、歌手。主にゲーム音楽で活動している。旧姓は加藤。
代表作としては、X68000を皮切りにメガCD、PC-9800シリーズ、FM-TOWNS用として1991年に発売されたアドベンチャーゲーム『ノスタルジア1907』の音楽があり、本作にはサウンドトラック音楽CDが付属していた。
その後、続編の『PRESENCE（プレゼンス）』でも音楽を手掛けた。さらにその続編の曲を制作していたが、1994年頃、開発元のシュールド・ウェーブ（株式会社タケル）が倒産したため、お蔵入りとなった。
以降しばらく、鞠川雪映の名を見かけなくなっていた。近年では「ひろしま映像展2004」に出品された自主制作映画『奈落の犬』の音楽を作曲するなど、現在も精力的に活動している。2006年には「ホテルユニバーサルポート」公開区域の演出音楽、2007年には名古屋ミッドランドスクエア、アトリウムの演出音楽を手がけている。

## 代表作
- ノスタルジア1907（NOSTALGIA 1907）（1991年4月2日、X68000・メガCD・PC-9801・FM-TOWNS）音楽
- 聖鈴伝説リックル（1992年6月26日、ファミリーコンピュータ）音楽（流石一秀と共同で、「ゆきまり」名義）
- PRESENCE（プレゼンス）（NOSTALGIA II PRESENCE）（1992年10月16日、PC-9801・FM-TOWNS）音楽
- ハードショット（1993年3月19日、PC-9801）音楽
- 奈落の犬（2004年公開、映画）音楽
- ホテルユニバーサルポート　演出楽曲
- 名古屋ミッドランドスクエア　演出楽曲